# Литвинова Людмила Володимирівна
Литвинова Людмила Володимирівна — кандидат історичних наук, молодший науковий співробітник відділу біоархеології Інституту археології НАН України. Спеціалізується в галузі антропології давнього населення Східної Європи.

## Наукова діяльність
Наприкінці ХХ століття кілька років працювала в експедиціях на Мамай-горі. Експедиція за участі Людмили Литвинової посилаючись на літописні матеріали і антропологічні дослідження дійшла висновку про належність останків до південно-середземних груп європеоїдної раси. Серед дослідженого матеріалу були присутні два морфологічні типи — аланів чи болгар, та тиверців, зазначено певну схожість з серіями полянам та сіверян.
Опрацювала антропологічний матеріал з курганно-ґрунтового могильника білозерської культури поблизу села Вергуни Черкаської область.
Пізніше була видана праця «Исследования малополовецкого археологического комплекса в 2009 г.». Її створенню передували роботи Фастівської археологічної експедиції на могильниках Малополовецького археологічного комплексу у Фастівському районі Київської області 2009 року. На місці було виявлено сім поховань (185—191): трупопокладення епохи пізньої бронзи; три трупопокладення і дві кремації ранньої залізної доби і трупопокладення Давньоруської епохи. Праця містить детальні описи кожного поховання.
У статті «Антропологічний склад населення Центральної України доби середньовіччя (за матеріалами ґрунтового могильника Торговиця)» проаналізовано антропологічний матеріал з ґрунтового могильника Торговиця (7 черепів XIV ст.), що знаходиться у Центральній частині України (Новоархангельський район кіровоградської обл.). Аналіз краніологічної серії свідчить про наявність кількох антропологічних типів у складі населення. Простежується морфологічна близькість з осілим населенням Південного Подніпров'я. Формування антропологічного складу середньовічного населення Центральної України відбувалось за рахунок слов'янського, аланського та болгарського компонентів.